# USS New Orleans (CA-32)
Pour les autres navires du même nom, voir USS New Orleans.
L’USS New Orleans (CA-32), anciennement (CL-32), est un croiseur lourd de classe New Orleans dont il est le navire de tête. Nommé d'après la ville de La Nouvelle-Orléans, il est l'un des navires de la Marine américaine les plus décorés de la Seconde Guerre mondiale avec 17 battle stars.

## Historique
Amarré dans Pearl Harbor lors de l'attaque du 7 décembre 1941, ses moteurs étaient en cours de réparation ; le New Orleans ne subit que quelques dommages légers.
En service sur le théâtre Pacifique, il a notamment participé à la bataille de la mer de Corail, à la bataille de Midway, à la bataille des Salomon orientales et à la bataille de Tassafaronga.
Le croiseur est retiré du service le 10 février 1947 et mis à la ferraille le 1er mars 1959 après 23 ans de service.

## Décorations
| Décoration | Libellé                                     |
| ---------- | ------------------------------------------- |
|            | American Defense Service Medal (États-Unis) |
|            | American Campaign Medal (États-Unis)        |
|            | Asiatic-Pacific Campaign Medal (États-Unis) |
|            | World War II Victory Medal (États-Unis)     |